# Wollemie
Wollemie (Wollemia nobilis) este o specie de conifere care a fost descoperită în anul 1994 în regiunea Blue Mountains, Australia. El a fost denumit după exploratorul australian David Noble (n. 1965) care a descoperit coniferul. Planta a fost cunoscută numai ca fosilă, deoarece crește numai aici.

## Fosilă vie
Planta, considerată drept o autentică "fosilă vie", are o vechime de cca 90 milioane ani.